# Brigid Weinzinger

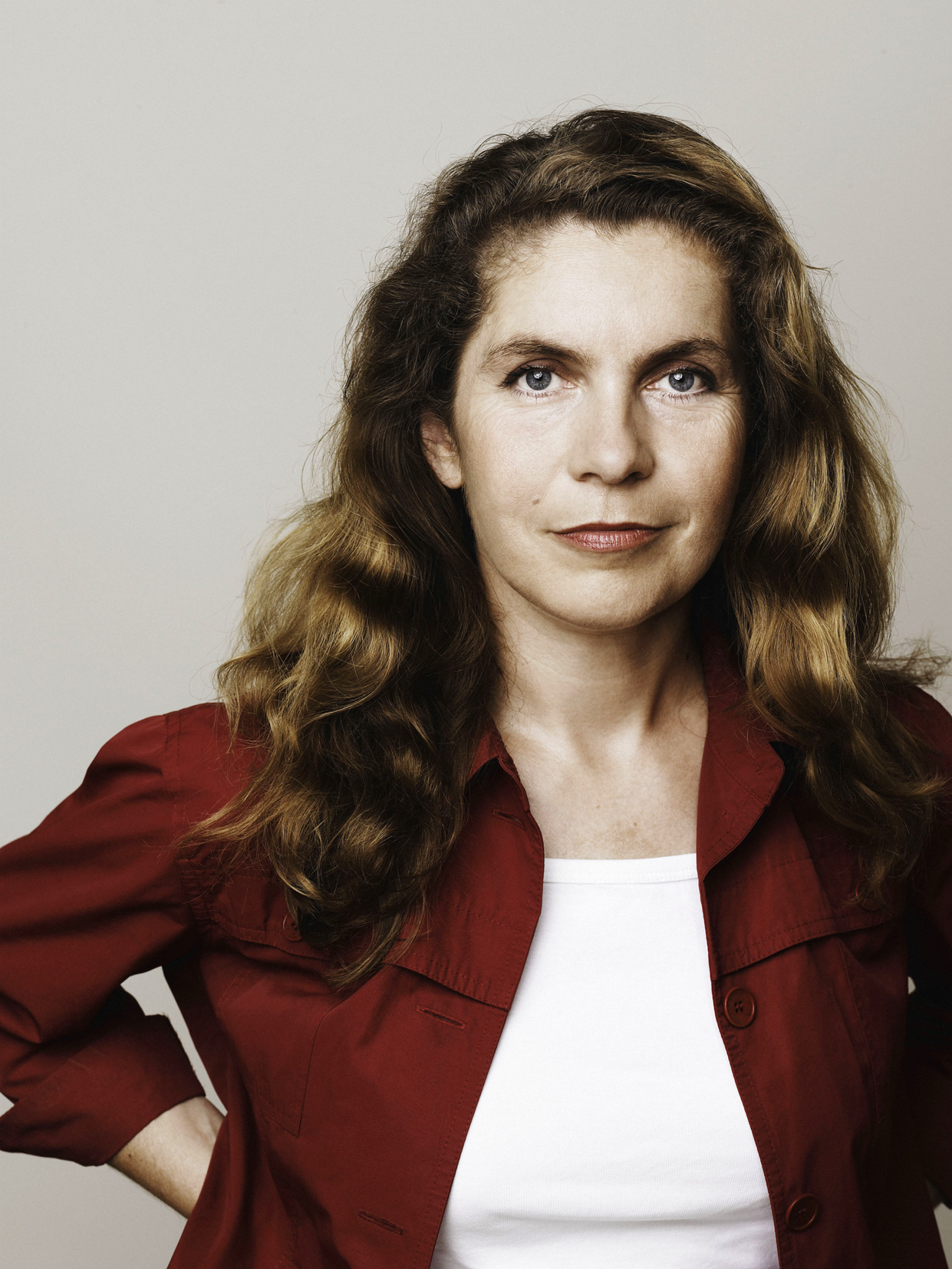
Brigid Weinzinger

Brigid Weinzinger (* 23. Juli 1962 in Gmünd, Niederösterreich) ist eine österreichische Dolmetscherin, Umweltaktivistin und ehemalige Abgeordnete zum Nationalrat der Grünen.

## Schulbildung und Studium
Brigid Weinzinger besuchte zwischen 1968 und 1972 die Volksschule in Eibenstein (Gemeinde Gmünd) und wechselte danach ans Gymnasium Gmünd, das sie 1980 mit der Matura abschloss. 1980 begann Weinzinger ein Dolmetschstudium an der Universität Wien, das sie 1986 erfolgreich beendete. Weinzinger erwarb den Titel Mag. phil. und ist Diplom-Übersetzerin und Diplom-Dolmetscherin für Englisch und Spanisch. Nach ihrem Studium besuchte Weinzinger zwischen 2001 und 2003 ein Postgraduate-Studium an der Universität Southampton (England) am Institut für Anthrozoologie.

## Berufliche und politische Laufbahn
Nach ihrem Studium arbeitete Weinzinger bis 1995 in entwicklungspolitischen Organisationen. 1995 bis 1997 war sie Bundessprecherin von Global 2000. Daneben war sie als freiberufliche Übersetzerin und Dolmetscherin tätig.
1998 wurde Weinzinger als Abgeordnete zum niederösterreichischen Landtag gewählt und war bis 2003 Fraktionsobfrau der Grünen im niederösterreichischen Landtag. Nach dem Wechsel von Madeleine Petrovic in die niederösterreichische Landespolitik übernahm Weinzinger deren Mandat im österreichischen Nationalrat. Bei der Wahl der Grünen Reststimmenliste in Niederösterreich für die Nationalratswahl 2008 am 10. August 2008 unterlag Weinzinger knapp bei der Abstimmung um den 2. Listenplatz gegen Tanja Windbüchler-Souschill und verzichtete auf eine weitere Kandidatur für den 3. Platz. Sie kündigte im Anschluss ihren Rückzug aus der Politik an.
Weinzinger betreibt heute eine Einrichtung zur Ausbildung und Verhaltensberatung für Hunde, Katzen, Pferde und Menschen.